# Milán-San Remo 1936
La Milán-San Remo 1936 fue la 29.ª edición de la Milán-San Remo. La carrera se disputó el 19 de marzo de 1936. El vencedor final el italiano Angelo Varetto, que se impuso al esprint a su compañero de fuga Carlo Romanatti.

## Clasificación final
| Posición | Ciclista         | Equipo  | Tiempo     |
| -------- | ---------------- | ------- | ---------- |
| 1        | Angelo Varetto   | Gloria  | 7h 43' 00" |
| 2        | Carlo Romanatti  | Bianchi | m. t.      |
| 3        | Olimpio Bizzi    | Frejus  | + 4' 40"   |
| 4        | Giovanni Gotti   | Legnano | m. t.      |
| 5        | Adriano Vignoli  | Legnano | m. t.      |
| 6        | Giuseppe Olmo    | Bianchi | m. t.      |
| 7        | Augusto Introzzi | Gloria  | m. t.      |
| 8        | Aladino Mealli   | Legnano | m. t.      |
| 9        | Mario Cipriani   | Freijus | m. t.      |
| 10       | Giotto Cinelli   | Maino   | + 5' 00"   |